# 三川町 (長浜市)
三川町（みかわちょう）は、滋賀県長浜市の虎姫地域にある町である。

## 教育
- 高等学校
  - 滋賀県立虎姫高等学校
- 小学校・中学校
  - 長浜市立虎姫学園(長浜市編入前は虎姫町立虎姫小学校）[要出典]

## 有名なもの
- 玉泉寺
- 角大師

## 人口

### 人口
446人（2024年）

### 世帯
193世帯

## 出生地が三川町の有名人
- 良源